# Japonsko na Letních olympijských hrách 1952
Japonsko se účastnilo Letní olympiády 1952 ve finských Helsinkách. Zastupovalo ho 69 sportovců (58 mužů a 11 žen) ve 13 sportech.

## Medailisté
| Medaile | Jméno                                                       | Sport                | Soutěž                              |
| ------- | ----------------------------------------------------------- | -------------------- | ----------------------------------- |
| Zlato   | Šóhači Išii                                                 | Zápas                | muži, volný styl do 57 kg           |
| Stříbro | Masao Takemoto                                              | Sportovní gymnastika | Muži přeskok                        |
| Stříbro | Tadao Uesako                                                | Sportovní gymnastika | Muži prostná                        |
| Stříbro | Hiroši Suzuki                                               | Plavání              | Muži 100 m volný způsob             |
| Stříbro | Širó Hašizume                                               | Plavání              | Muži 1500 m volný způsob            |
| Stříbro | Tóru Gotó Jošihiro Hamaguči Hiroši Suzuki Teidžiró Tanikawa | Plavání              | Muži štafeta 4 × 200 m volný způsob |
| Stříbro | Júšú Kitano                                                 | Zápas                | muži, volný styl do 52 kg           |
| Bronz   | Takaši Ono                                                  | Sportovní gymnastika | Muži přeskok                        |
| Bronz   | Tadao Uesako                                                | Sportovní gymnastika | Muži přeskok                        |